# Prix de la Salamandre
Groupe I (arrêtée)
Le prix de la Salamandre était une course hippique de plat qui se déroulait au mois de septembre sur l'hippodrome de Longchamp.
Course de Groupe I réservée aux chevaux de 2 ans, le prix de la Salamandre se courait sur la distance de 1 400 mètres. 
La première édition s'est déroulée en 1959 et la course voyait d'authentiques champions s'affronter jusqu'à sa disparition controversée en 2000, due à la réforme du programme classique français pour 2 ans.

## Palmarès 1983-2000
| Année | Vainqueur        | Pays        | Père             | Jockey            | Entraîneur          | Propriétaire          | Temps   |
| ----- | ---------------- | ----------- | ---------------- | ----------------- | ------------------- | --------------------- | ------- |
| 1983  | Seattle Song     | France      | Seattle Slew     | Cash Asmussen     | François Boutin     | Stávros Niárchos      | 1'24"30 |
| 1984  | Noblequest       | France      | Gay Mécène       | Yves Saint-Martin | Robert Collet       | Prince Al Kabir       | 1'29"20 |
| 1985  | Baiser Volé      | France      | Foolish Pleasure | Freddy Head       | Christiane Head     | Robert Sangster       | 1'22"10 |
| 1986  | Miesque          | France      | Nureyev          | Freddy Head       | François Boutin     | Stávros Niárchos      | 1'25"50 |
| 1987  | Common Grounds   | France      | Kris             | Freddy Head       | François Boutin     | Stávros Niárchos      | 1'21"80 |
| 1988  | Oczy Czarnie     | France      | Lomond           | Gary Moore        | Jean-Marie Béguigné | Édouard de Rothschild | 1'25"00 |
| 1989  | Machiavellian    | France      | Mr. Prospector   | Freddy Head       | François Boutin     | Stávros Niárchos      | 1'24"80 |
| 1990  | Hector Protector | France      | Woodman          | Freddy Head       | François Boutin     | Stávros Niárchos      | 1'20"80 |
| 1991  | Arazi            | France      | Blushing Groom   | Gérald Mossé      | François Boutin     | Allen E. Paulson      | 1'20"90 |
| 1992  | Zafonic          | France      | Gone West        | Pat Eddery        | André Fabre         | Khalid Abdullah       | 1'23"30 |
| 1993  | Coup de Génie    | France      | Mr. Prospector   | Cash Asmussen     | François Boutin     | Stávros Niárchos      | 1'23"10 |
| 1994  | Pennekamp        | France      | Bering           | Thierry Jarnet    | André Fabre         | Cheikh Mohammed       | 1'22"90 |
| 1995  | Lord of Men      | Royaume-Uni | Groom Dancer     | Frankie Dettori   | John Gosden         | Cheikh Mohammed       | 1'27"00 |
| 1996  | Revoque          | Royaume-Uni | Fairy King       | John Reid         | Peter Chapple-Hyam  | Robert Sangster       | 1'20"90 |
| 1997  | Xaar             | France      | Zafonic          | Olivier Peslier   | André Fabre         | Khalid Abdullah       | 1'21"60 |
| 1998  | Aljabr           | France      | Storm Cat        | Frankie Dettori   | Saeed bin Suroor    | Écurie Godolphin      | 1'24"00 |
| 1999  | Giant's Causeway | Irlande     | Storm Cat        | Michael Kinane    | Aidan O'Brien       | S.Magnier & M.Tabor   | 1'22"90 |
| 2000  | Tobougg          | France      | Barathea         | Craig Williams    | Mick Channon        | Ahmed Al Maktoum      | 1'22"20 |